# لیمونین
لیمونین (به انگلیسی: Limonin) با فرمول شیمیایی C۲۶H۳۰O۸ یک ترکیب شیمیایی با شناسه پاب‌کم ۱۷۹۶۵۱ است. که جرم مولی آن ۴۷۰٫۵۲ g/mol می‌باشد.